# 나이트메어 프레임
나이트메어 프레임(일본어: コードギアスシリーズの機動兵器一覧 코도기아스시리즈노기도헤키이치란[*], Knightmare Frame, 이하 나이트메어)은 만화 및 애니메이션인 코드기어스에 등장하는 인간형 자유 전투 장갑기를 뜻한다.

## 특징
기본적으로 인간의 형태를 띠고 있으며 다른 로봇형 병기와는 달리 직접 보행보다는 다리 부분에 장착된 바퀴에 의해 강력한 기동성을 가진것이 큰 특징이다. 구동은 유그드라실 드라이브라는 사쿠라다이트로 만든 초전도 모터에 의해 움직이는 것으로 설정되어 있으며 전원은 배터리 개념의 에너지 필러를 사용한다.
머리부분에는 센서장비가 탑재되어 있으며 와이어로 회수가 가능한 다용도 발사체인 슬래시 하켄을 사용할 수 있다. 그 밖에도 기총, 무반동포, 미사일, 칼, 창 등 인간이 사용할 수 있는 무기를 대부분 사용할 수 있다. 기동에는 USB 메모리 드라이브와 비슷한 키를 사용하여 암호를 입력 받는 방식으로 기동한다.
승무원의 안전에 크게 신경써 일반적으로 등쪽에 달린 조종석은 유니트 로켓사출 방식으로 탈출할 수 있다. 기동성에 비해 방어력이 매우 낮아 넘어지기만 해도 크게 파손되는 단점이 있다. 하지만 기동성이 상당부분 커버하기 때문에 군사용으로도 대중화되어 있다.

### 브리타니아 군
PRI-11 글래스고(Glasgow-그라스고)
- 높이 : 4.24m, 중량 : 7350kg

브리타니아가 일본을 침략할 때 처음 사용한 4세대형 나이트메어 프레임이다. 브리타니아 군 일선에서는 서덜랜드로 대부분 교체되어 민간용으로 전환되었다. 어깨부위에 두개의 슬래시 하켄을 보유하고 있으며, 다양한 무기를 사용할 수 있다. 1화에서 카렌이 사용했으며, 나이트 폴리스 버전이 있다. (R1 7화 등장)
PRI-13 서덜랜드(Sutherland-사자란드)
- 높이 : 4.39m, 중량 : 7480kg

브리타니아의 주력이자 작중에서 가장 많이 등장하는 나이트메어 프레임이다. 나이트메어 용 화기를 따로 사용하며, 어깨에 2개의 하켄과 팔 부분에 2개의 곤봉을 탑재하고, 중앙에 1개의 기총이 장비되어 있었다. 무기로는 기관총, 무반동포, 창, 카오스 폭탄 등으로 가장 많은 종류를 보여 주었다.
쿠루미 세실 전용기가 있으며 플로트 시스템과 에너지실드가 장비되어 있다.
RMI-13 포트맨(Portman)
- 높이 : 4.69m, 중량 : 5970kg

브리타니아군의 수중 침투용 4세대형 나이트메어 프레임이다. 어깨에 두 개의 슬래시 하켄과 머리부분에 소형 어뢰발사기를 보유하고 있으며 수중 제트장치로 물 속에서도 빠르게 움직인다. 15화에서 유페미아가 쿠루루기 스자크를 구하러 가기 위해 탑승했다.
PRI-209 그로스터(Gloucester)
- 높이 : 4.29m, 중량 : 7750kg

브리타니아의 나이트메어 프레임이다. 친위대나 기사용의 고급 기체로서 코넬리아 친위대나 그라스톤 나이츠를 구성하고 있다. 성능은 사져란드와 크게 다르지 않아 보이지만, 격투전능력이 좀 더 강화된것이 특징이다. 어깨에 2개의 슬래시 하켄을 보유하며 다양한 무기를 사용할 수 있다. 길포드의 기체의 경우, 24화에서 MVS(초 진동 검. 란슬롯의 기본장비)을 장비하고 나온 적이 있다.
코넬리아 전용기체가 있으며(PRI-00/SC) 머리부분의 뿔과 증가장갑 등으로 인해 중량은 7850kg이다.
Z-01 란슬롯(Lancelot)
- 높이 : 4.49m, 중량 : 6890kg

브리타니아의 특파부에서 개발한 7세대 나이트메어 프레임이다. 매우 뛰어난 기동성을 가지고 있으며 화력도 우수하다.
디바이서는 쿠루루기 스자크. 양 팔과 다리에 각기 1개씩, 총 4개의 하켄이 장비되어 있으며 각 하켄에 부스터가 부속되어 있다.
부스터를 해제하는 암호는 로이드가 좋아하는 음식이다. 센서는 가슴부분에 두개, 그 외 MVS(초 진동 검) 두 자루와
적탄을 방어하는 에너지실드, 바리스(가변 탄약 라이플)를 사용한다. 그 뒤에 플로트 시스템이 구축되어 비행이 가능해진다.
이 타입을 란슬롯 에어캐발리라고 한다 (애니메이션에서는 이 이름을 쓰지 않는다) R2부터는 바리스에 하드론 유니트를
콕핏 위쪽에 붙여 이를 바리스에 연결, 하드론포를 발사할 수 있다. 이 타입을 란슬롯 컨퀘스터로 부르고 있다.
란슬롯 알비온(Lancelot Albion)
R2에 등장하는 이 기체는 이전의 에어캐발리, 컨퀘스터와는 다르게 기존의 란슬롯을 개조한 것이 아니라
새로 만들어진 제9세대 나이트메어 프레임이다. 컨퀘스터가 대파되기 이전에 개발을 시작한 것으로
쿠루루기 스자크의 전용나이트메어로 만들어졌다. 무기는 MVSx2, 강화 바리스x1, 슬래쉬 하켄x4으로 이루어졌다
추가로 세실이 개발한 에너지 윙을 장착, 이동속도가 상승됐다.
란슬롯 알비온은 일본에서 일어난 다모클래스 공방전에서 홍련 성천팔극식에 의해 격파, 디바이서는 사망했다고 발표됐다
PRI-212 빈센트(Vincent)
- 높이 : 4.44m, 중량 : 6990kg

랜슬롯을 모토로 만든 양산형 나이트메어다. 랜슬롯과는 달리 하켄은 허벅지 부분에 두개가 있으며 로켓부스터가 달려있다.
센서는 어깨부분에 두 개가 있으며, MVS(랑스 타입)을 사용하고 팔꿈치 부분에는 순간적으로 높은 충격을 상대방에게 가하는
니들 블레이저가 달려 있다.
로로의 빈센트는 양산형 시작기이고 색깔은 금색이다. 락샤타가 개발한 흑의기사단용 플로트 장치를 장착하였다.
태평양 기습작전에서 길버트 GP 길포드는 로이드가 개발한 플로트 유니트를 장착한 지휘관용 빈센트를 타고 등장한다.
IFX-V301 가웨인(Gawain)
- 높이 : 6.57m, 중량 : 14570kg

브리타니아에서 개발한 복좌형 나이트메어 프레임이다. 슈나이젤의 부대에서 실험하고 있었다. 서덜랜드의 1.5배 가량되는
크기가 특징. 플로트 시스템을 기본적으로 갖고 있으며 락시아타에 의해 하드론 캐논이 완성된다.(하드론 캐논은 탈취됐을
당시에는 미완성 이었지만 락샤타의 게피온 디스터버를 응용해 완성한다.) 하드론 캐논은 매우 강력한 전술 병기로 최종화에서
브리타니아의 공중 전력을 몰살시키는 무시무시한 위력을 보여주었다. 그 외에 드루이드 시스템이라고 불리는 전자해석 시스템이
탑재되어있으며(이것은 후에 R2에서 신기루와 기함 이카루가에 옮겨진다), 열 손가락이 모두 와이어 커터식 슬래시 하켄으로
되어 있다. 작중에서 제로에 의해 탈취되어 제로와 C.C가 탑승한다. 블랙 리벨리온때 C.C혼자 남아 제레미아의 지그프리트와
교전끝에 함께 바다에 뛰어들었다.(후에 R2에서 락샤타에 의해 인양된다)
지그프리트(Siegfried)
코드 R 적합실험체용으로 제작된 나이트기가 포트리스이다. 실험적합체인 제레미아 고트바르트에 의해 조종되었다.손 등이 없는 동그란 형태이며, 프로트 시스템으로 움직인다. 거대한 스래쉬 하켄(5곳에 장착된 초록색 모양의 뿔)을 상대방에게 발사하거나, 그 뿔을 이용한 고속회전으로 상대방을 공격하거나 전자실드를 만들어 웬만한 공격엔 피해를 안 입는다. 방어력도 상당해서, 고층빌딩이 무너져 내려도 상처 하나 입지 않았다.
나이트메어 플레임과 가장 큰 차이를 두는 이유는 조종석이 없기 때문인데, 제레미아의 등에 케이블을 연결하여, 신경전달 방식으로 직접적으로 조종한다. 그 결과, 나이트메어 프레임으로는 불가능한 고난이도의 테크닉을 요구하는 움직음을 할 수 있게 되었다.
디자인은 제레미아의 별명 '오렌지'의 모양을 따왔다고 한다. (디자인 원화는 더 '오렌지스러웠다'고 한다.)
서덜랜드 지크(Sutherland Sieg-사자란드 지크)
기어스 교단과의 전투에서 포획한 지크프리트에 서덜랜드를 추가하여 개조한 나이트메어 포트리스다
특수 신경접속을 사용하여 제레미아 외에는 사용이 불가능. 첫 출격은 제2 도쿄결전이다.
무장은 거대 전자라이플이 추가된것 외엔 별다른것이 없다. 흑기사단 배신후 를르슈와 같이 브리타니아로 넘어가서 활약한다.
이것을 브리타니아에 올린 이유는 흑의 기사단에 있을 때보다 브리타니아에 있을 때에 많은 활약을 해서입니다.
트리스탄(Tristan)
R2에서 등장하는 브리타니아 황제 직속의 나이츠 오브 라운즈 멤버인 지노 바인베르그가 탑승한다. 기본적으로 플로트 시스템을 갖추고 있는 가변 나이트메어 프레임으로서 인간형과 전투기형으로 변신이 가능하다. 긴 도끼창을 주무기로 사용한다.
이후 를르슈가 브리타니아 황제가 된 직후, 나이트오브라운즈의 쿠데타에 가담했다가 란슬롯 알비온에게 중파된다.
트리스탄 디바이더(Tristan dividers)
란슬롯 알비온에게 중파된 기체를 흑의기사단이 회수해 개조했다. 디바이서는 이전과 동일. 중파됐을 때 플로트도 고장나서
흑의 기사단의 플로트 시스템을 사용, 또 겔러헤드가 격파될 때 두동강난 엑스칼리버를 수리해서 쌍검으로 사용한다.
다모클레스 공방전때 란슬롯 알비온과 리벤지매치를 했으나 또다시 중파, 겨우 플로트시스템을 가동시켜 추락하는 홍련을 회수한다.
모더레드(Mordred)
R2에서 등장하는 나이츠 오브 라운즈 멤버인 아냐 알스트레임이 탑승한다. 날개처럼 생긴 어깨부분은 하드론 포로 변신하며 소형 미사일런쳐를 부수적으로 갖추고 있다. 다른 나이트메어 프레임에 비해 대형이며 손만으로도 상대 나이트메어 프레임을 부술 수 있을정도로 힘이 강하다.
가레스(Gareth)
가웨인의 양산형 나이트메어 프레임이다. 하드론포를 장비하고 있고 제조단가 때문에 그라스톤 나이츠나
일반 지휘관기 전용이 되었다. 무장은 하드론포, 다수의 미사일런처를 가지고 있다.

### 흑의 기사단
Type-10R 브라이(無瀨)
- 높이 : 4.56m, 중량 : 7350kg

교토6가가 글래스고를 개조해서 만든 나이트메어다. 이후 일본해방전선과 흑의 기사단의 주력이 된다. 기본 형태와 성능은 서덜랜드와 거의 차이가 없다. 얼굴부분은 도깨비 모양을 하고 있으며 어깨에 슬래시 하켄 두개와 배 부분에 기관총, 그리고 팔 부분에는 소형 프로텍터를 장착하였다.
제로가 탑승하는 브라이 Z-TYPE은 얼굴 부분이 빨간색이고 뿔이 붙어있다.
Type-1R 브라이 카이(改)
- 높이 : 4.37m, 중량 : 7480kg

교토6가에서 만든 브라이의 개량형 나이트메어다. 우수한 성능을 가지고 있으며 회전인도를 주무기로 장비한다. R1 11화에서 사성검과 토우도의 브라이改는 코넬리아의 친위대를 완전히 압도하고 순혈파의 지원 병력을 전멸시키는 활약을 보여 주었다.(이후 일본해방전선의 탈출을 돕다가 기체를 전부 잃는다)
토우도가 탑승하는 대장기는 흰색을 하고 있다.
Type-02 홍련2식
- 높이 : 4.51m, 중량 : 7510kg

교토6가에서 개발한 일본최초의 나이트메어 프레임이다. 락시아타가 설계했고 탑승자는 카렌. 특징적인 오른팔에는 복사 파동이라는 강력한 무기가 탑재되어 있는데, 이것은 고주파를 대상물에 짧은 싸이클로 직접, 조사하여 파괴한다. 복사파동의 짧은 리치를 보완하기 위해 팔은 접이식으로 되어있어 필요시 신축이 가능하다. 하켄은 좌측 흉부에 1개가 있다. 왼팔에는 기관포가 붙어 있고, 근접전을 위해 '여호을형특참도'라는 전용나이프를 사용한다. 기동성은 란슬롯에 버금가는 성능을 자랑한다. 블랙 리벨리온에서 랜슬럿과의 전투 중 복사파동의 오른팔을 잃은 후 R2에선 락샤타와 합류하기 전까지 임시로 갑일형을 장비하고 있지만 전보다 성능이 떨어진다.
Type-02 홍련가상식
- 높이 : 4.51m, 중량 : 7510kg

R2에서 홍련2식에 플로트유닛과 신형 복사파동 팔을 붙인 개량형이다. 홍련2식이 고공에서 추락중 락시아타의 잠수함에서 발사된 비상활주유닛과 철갑포격 우완부를 합체해 개량된 것이 특징이다. 복사파동은 원거리 공격이 가능한 에너지포 형식으로 변경되었고 새롭게 와이드레인지라는 방출에너지를 넓게 펼쳐 공격할 수 있게 됐다. 접근전 시에는 랜슬럿의 유그드라실 쉴드의 에너지를 넘어서는 에너지 방출이 가능하다. 이와 더불어 게히온 디스터버 유니트를 발사하는 게히온 네트 40발을 보유한다.
Type-02 홍련성천팔극식
- 높이 : 4.51m, 중량 : 7510kg

R2에서 홍련2식과 카렌이 브리타니아의 포로가 되어있는 동안 로이드와 세실이 개조한 타입. 가상활주익에서 신형 에너지 윙으로 교체하고 복사파동의 오른팔은 부스터가 달린 하켄형태로 개조되어 원거리 공격 뿐만 아니라 자유자재로 공격이 가능하다. 전용나이프 또한 신형 MVS로 교체되었다. 전투력은 란슬롯 컨퀘스터를 압도한다. 성천팔극식은 브리타니아에서 만들어졌기 때문에 란슬롯 알비온과
동일하게 제9세대가 된다.(일본제는 ~세대라는 것이 없다.)
홍련은 다모클레스 공방전에서 기체가 대파 됐으나 란슬롯 알비온을 격파했고 추락도중 트리스탄 디바이더 에게 회수되었다.
이후의 행방은 불명.
Type-3F 월하(月下)
- 높이 : 4.45m, 중량 : 7920kg

교토6가에서 개발한 홍련의 양산형 나이트메어 프레임이다. 토우도와 사성검이 탑승. 기관포(유탄발사기)를 기본적으로 탑재하고 있으며 근접전을 위한 회전인도를 장비한다. 홍련2식의 양산형이기 때문에 흡사한 실루엣을 가지고 있지만 복사파동은 없다. 하켄은 홍련2식과 같이 좌측 흉부에 1개이지만, 토우도 전용기의 제동칼날함충각도를 가지고 있어 하켄을 하나더 가지고 있다.
토우도가 탑승하는 대장기는 기본적으로 검은색을 하고 있으며, 회전인도가 아닌 제동칼날함충각도를 장비하고 있다.
아카츠키
월하를 개량한 일본제 나이트메어 프레임의 양산형이다. 외형과 전체적 성능은 월하와 비슷하나 다양한 무기를 사용할 수 있다.(회전인도, 무반동포 등) 사성검의 생존자인 치바와 쇼고등의 지휘관용 아카츠키 직참사양은 비상활주익을 장비하고 있으며 남색을 사용한다. 발사체 타입과 실드타입의 복사파동을 장비하고 있다
참월(斬月)
월하의 개량판 아카츠키의 토우도 전용 커스텀기이다. 무장은 월하 토우도 전용기에 준하며, 비상활주익과 함께 실드타입의 복사파동을 가지고 있다.
신기루
R1에서 바다에 추락한 가웨인의 드루이드 시스템을 탑재한 단좌형 나이트메어. 가웨인하고는 다르게 제로가 1인으로 탑승하며 다른 나이트메어와는 달리 기본조작기 말고 추가로 키보드로 조작할 수도 있다. 새로이 탑재된 절대수호영역은 세계최고급의 방어력을 자랑한다.  포트리스 모드로 전환하여 잠수도 가능하다.
뇌광(雷光)
글래스고 4기를 개조하여 초전자식중산탄포를 얹은 리니어식 캐논, 에너지파를 사용하여 수십발이 산탄이 들은 포탄을 직선으로 발사하는 고정식 포대이다.

### 중화 연방
쉔후(神虎)
인도의 시험용 나이트메어 프레임. 사실은 락시아타의 기술진이 홍련2식과 함께 개발하였으나 너무 높은 성능으로 인해 다룰 수 있는 파일럿이 없어 시험되지 못한 상태에서 중화연방에게 넘겨져 싱쿠가 사용하게 되었다. 플로트유니트를 장착하고 있으며 가슴부위에서는 천악패왕하전입자중포라는 강력한 에너지포를 발사한다. 이것의 위력은 홍련가상식의 복사파동포탄과 비슷하다. 슬래쉬하켄은 손 부분에 하나씩, 총 두개를 장비하고 있으며 이것으로 방패의 역할도 겸할 수 있다.
건루
중화 연방의 나이트메어 프레임. 다리가 3개인 것이 특징. 작중에선 숫자로 밀어붙이는 것 외에 별다른 활약을 보여주지 못했다.

### 기타
바미데스
AREA18(중동)에서 쓰였던 나이트메어 프레임. 크기는 그로스터를 압도하지만, 코넬리아의 기사단앞에 허무하게 무너져 버렸다.
팬저 험멜
R2시리즈에서 등장하는 유럽연합의 나이트메어 프레임.제작진의 설명의 따르면 화력에 특화된 나이트메어 프레임이라고 한다.
마크 네모
나이트메어 오브 나나리 편에서 등장하는 나이트메어 프레임. 나나리가 탑승하며 뛰어난 성능을 가지고 있다.
스펙만으로는 란슬롯과 동급인듯 하다.

## 같이 보기
- 코드기어스
- 코드기어스 반역의 를르슈